# Beast and the Harlot
 (février 2019).
Si vous disposez d'ouvrages ou d'articles de référence ou si vous connaissez des sites web de qualité traitant du thème abordé ici, merci de compléter l'article en donnant les références utiles à sa vérifiabilité et en les liant à la section « Notes et références ».

Beast and the Harlot est une chanson du groupe Avenged Sevenfold, qui est le second single issu de l'album City of Evil. On peut traduire le titre anglais par « La bête et la prostituée ».

## Clip
Le clip commence avec une jeune femme magnifique qui aspire un brouillard noir, habillée en pom-pom girl. Elle va, avec Zacky Vengeance juger de la beauté de plusieurs autres jeunes femmes, tandis que le groupe est en train de jouer dans une salle où tout le monde s'amuse. La jeune fille choisie par Zack et la Harlot signe un contrat mais elle est terrifiée en se rendant compte que cela la transforme aussitôt en une statue noire. Comme si ce premier pacte démoniaque avait servi d'exemple à la jeune femme, elle va désormais toute seule transformer en pierre noire et à tour de rôle, un jeune garçon qui regarde la vitrine d'un Sex-shop dans lequel elle danse, puis The Reverend lui ordonne de punir ensuite un homme qui s'énerve contre un autre, dans un bar, après l'avoir séduit et transformé en pierre, la « prostituée des enfers » va retrouver ses maîtres dans la salle où ils jouent depuis le début du clip. Synyster Gates lui montre alors une strip-teaseuse. Elle va alors danser avec elle et finit par la changer également en pierre. Elle va ensuite voir M. Shadows dans une voiture. Celui-ci lui donne un papier blanc avec une DeathBat dessus (une tête de mort ornée d'ailes de chauves-souris, le symbole du groupe). Cette dernière s'anime et ses ailes touchent les doigts de la jeune femme qui se transforme à son tour en pierre noire.
Cette vidéo reprend l'histoire de Babylone, la Grande, ou la grande prostituée, dans un temps plus moderne.

## Jeu vidéo
- Beast and the Harlot est une des chansons disponibles sur le jeu Guitar Hero II, elle est accessible au chapitre le plus dur de la carrière : Cinglés de la Gratte, ainsi que dans Guitar Hero : Greatest Hits. Elle est aussi une des chansons disponibles de Rock Band 3, et apparaît dans la bande son de Burnout Revenge.

## Classements hebdomadaires
| Classement (2006)                         | Meilleure position |
| ----------------------------------------- | ------------------ |
| États-Unis (Alternative Songs)            | 40                 |
| États-Unis (Mainstream Rock Tracks chart) | 19                 |
| Royaume-Uni (UK Singles Chart)            | 44                 |
| Royaume-Uni (UK Rock Chart)               | 1                  |